# Swamp
Swamp (česky bažina) je národní přírodní památka na březích dvou zátok Máchova jezera ve správním území města Doksy v okrese Česká Lípa. Vyhlášena byla k ochraně slatinného a přechodového rašeliniště s četnými vodními plochami a populacemi vzácných a ohrožených druhů rostlin a živočichů, ke kterým patří hrotnosemenka hnědá (Rhynchospora fusca) nebo leknín bělostný (Nymphaea candida).

## Historie

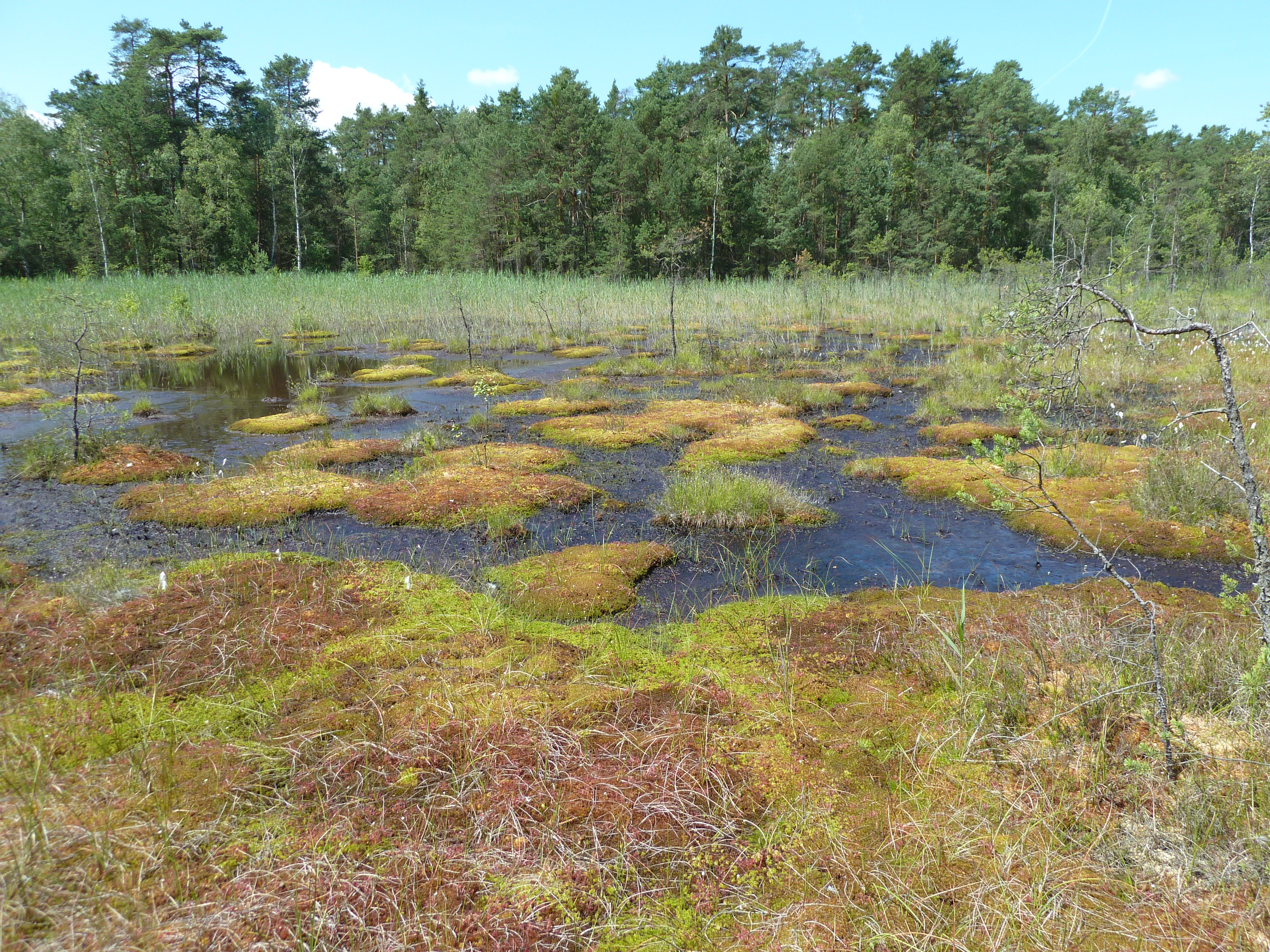
Porosty rašeliníku a rosnatek

Vědecký výzkum na zejména unikátních řasách je zde prováděn od počátku 20. století. Dne 29. prosince 1972 byla malá část dnešního Swampu při pravém břehu vtokové jihovýchodní části jezera (tzv. Břehyňské zátoky) s rozlohou 1,45 hektaru vyhlášena Ministerstvem kultury jako chráněná studijní plocha. Chráněné území bylo definováno jako „zaplavovaná slatina s významnými druhy řasové flóry“. Ochranné pásmo bylo o rozloze 12 ha.
Dne 1. února 2009 byla mnohem větší část rašelinišť vyhlášena jako národní přírodní památka. Ochrana byla rozšířena téměř na celou Břehyňskou zátoku a navíc i na druhou část, severozápadní zátoku poblíž vrchu Šroubený. Celá zbývající plocha jezera byla vyhlášena ochranným pásmem. Orgánem státní ochrany přírody pro toto chráněné území je Agentura ochrany přírody a krajiny ČR – RP SCHKO Kokořínsko – Máchův kraj.
Národní přírodní památka se nachází na území chráněné krajinné oblasti Kokořínsko – Máchův kraj a překrývá se s evropsky významnou lokalitou Jestřebsko – Dokesko a ptačí oblastí Českolipsko – Dokeské pískovce a mokřady.

## Přírodní poměry

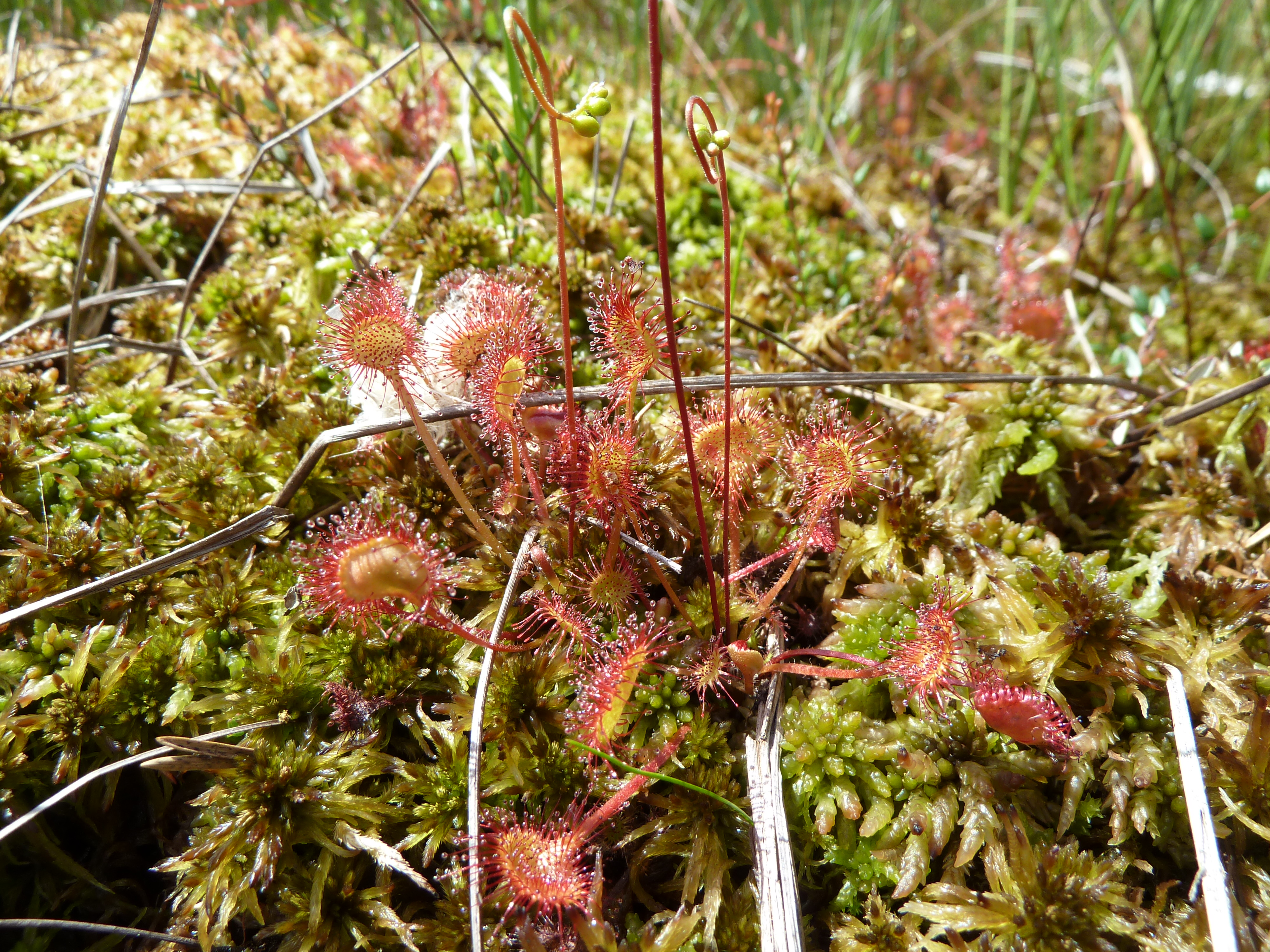
Rosnatka okrouhlolistá

Chráněné území s rozlohou 75,47 hektaru se nachází v Ralská pahorkatině v nadmořské výšce 265–268 metrů. Předmětem ochrany jsou pozůstatky rašeliniště, které kdysi pokrývalo celé území dnešního Máchova jezera a kde se uchovala jedinečná flora i fauna, zejména pak krasivky, rozsivky, sinice a 170 druhů různých řas. Mnohé z nich jsou jedinečné, např. v roce 1972 byl zde popsán nový druh obrněnky Dicranochaete bohemica. Na území národní přírodní památky byly pozorovány ohrožené druhy ptáků, např. bukač velký (Botaurus stellaris), moták pochop (Circus aeruginosus), bekasina otavní (Gallinago gallinago), ledňáček říční (Alcedo atthis), ojediněle i jiné druhy.
Jezírka Swampu jsou oddělená od Máchova jezera úzkou přírodní hrázkou, jenž musela být technicky zpevněna a prodloužena, protože přírodními vlivy docházelo k jejímu narušování a tím k naplavování nežádoucích eutrofních vod z jezera do rašeliniště.

## Přístup
Okrajovými partiemi severní části chráněného území vede modře značená turistická trasa ze Starých Splavů do Hradčan. U Kempu Borný začíná žlutě značená trasa k Břehyni. V roce 2010 byla kolem Máchova jezera vybudována Naučná stezka Swamp.